# Феоктистов, Борис Михайлович
Борис Михайлович Феоктистов (род. 1941) — советский и российский дирижер, регент и композитор.

## Биография
Год рождения 1941. Учился в детской музыкальной школе по скрипке. Учился в муз. училище, но не окончил его, так как был призван в армию. Работал музыкантом в оркестрах духовых и эстрадных.
Свою церковно-певческую деятельность Борис Михайлович Феоктистов начинал с общецерковных послушаний: сторожил, дворничал, был алтарником и псаломщиком в Московских храмах. Посещал монастыри, как паломник.
 Факультативно занимался на регентских курсах г. Москвы и Московской епархии.
Как дирижёр, Б. М. Феоктистов создал концертный хор для выступлений в духовных концертах, а также на фестивалях церковной музыки и диаконского искусства. На фирме «Мелодия» этим хором были записаны произведения русских церковных классиков: С. В. Рахманинова, а также сочинения А. В. Никольского, В. С. Калинникова, П. Г. Чеснокова, А. Т. Гречанинова, К. Н. Шведова. В Новоспасском монастыре была сделана запись заупокойной службы («Панихида»).
 Фирмой «Мелодия» записано сочинение в авторском исполнении «Литургия св. Иоанна Златоустаго» и «Патриаршее облачение». В Доме звукозаписи была сделана запись «Великой Панихиды» («Парастас»).
Параллельно с регентским делом начал заниматься духовно-музыкальными сочинениями, которые исполнялись московскими регентами (Н. В. Матвеевым, Н. С. Георгиевским и др.) за богослужением. Затем продолжил свою композиторскую деятельность, написав сочинения для фортепиано, вокалистов (романсы), для симфонического оркестра. Написана музыка к фильму о А. С. Пушкине (где принимал участие художник Д.Белюкин), а также к юбилейному году 1000-летия Крещения Руси. В дальнейшем написана Героико-эпическая опера «Илья Муромец». 
Издательством «Купина» выпущено в свет сочинение Б. М. Феоктистова «Патриаршее облачение», посвящённое Его Святейшеству Святейшему Патриарху Алексию II и приуроченное к 40-летию служения Его в Архиерейском сане.
 В 1993 году Святейший Патриарх Алексий II был на открытии выставки в Манеже, посвящённой 65-летию убиения царской семьи и хор, под управлением автора, был приглашён для исполнения заупокойных песнопений «Вечная память всем за Веру и Отечество убиенным» («Парастас»).
 Б. М. Феоктистов принимает участие как композитор, музыкальный редактор и режиссёр в подготовке и проведении Рождественских фестивалей, устроителем которых является ООД «Россия Православная».

## Публикации
- Парастас (Великая панихида).ор.40. Антология русской духовной музыки .Руссимпекс 1994 год
- Патриаршее облачение ор.25,Литургия св. Иоанна Златоуста ор.29. Россия Православная
- Песнопения Всенощного Бдения и воскресного Октоиха для двухголосного хора или дуэта. Тетрадь 1. Издательство «Живоносный Источник»